# Joseph P. Kennedy II
Joseph Patrick „Joe” Kennedy II (ur. 24 września 1952 w Bostonie) – amerykański polityk, członek Izby Reprezentantów.

## Dzieciństwo i edukacja
Jest potomkiem rodziny Kennedych, synem Ethel Skakel i Roberta F. Kennedy.
W 1976 ukończył studia na Uniwersytecie Massachusetts w Bostonie.

## Działalność polityczna
Od 3 stycznia 1987 do 3 stycznia 1999 zasiadał w Izbie Reprezentantów, do której był wybierany z 8 okręgu w stanie Massachusetts. W 1999 zrezygnował z działalności politycznej.

## Życie prywatne
Jest katolikiem. Dwukrotnie żonaty, z pierwszego małżeństwa (1979–1991), które zakończyło się rozwodem, ma syna Josepha Patricka.